# 8 Mile Soundtrack
Albums de Eminem
The Eminem Show
(2002) International Singles
(2003)
Music from and Inspired by the Motion Picture 8 Mile est la bande originale du film 8 Mile de Curtis Hanson, sorti en 2003. Le disque étant un projet Shady Records, les artistes du label y sont omniprésents. D-12 apparaît sur un titre (Denaun Porter en produit plusieurs autres), Obie Trice sur 2, 50 Cent sur 4, et enfin, Eminem sur 5 (produisant en plus lui aussi plusieurs morceaux). On trouve également la participation d'Xzibit, Rakim, Nas, Jay-Z…
C'est sur cet album que se trouve la chanson Lose Yourself d'Eminem, récompensée de l'Oscar de la meilleure chanson originale en 2003.
En novembre 2013, le magazine américain Complex établit la liste des meilleurs albums et compilations d'Eminem et classe la B.O. de 8 Mile à la 5e place sur 16.
Il s’est vendu à plus de 10 millions d’exemplaires dans le monde.

## Liste des titres
| 1.    | Lose Yourself (Eminem)                        | - Marshall Mathers | - Eminem - Jeffrey Bass - Luis Resto (add.) | 5:20 |
| 2.    | Love Me (Eminem, Obie Trice & 50 Cent)        | - Mathers - Obie Trice - Curtis Jackson - Resto - Steve King | - Eminem - Resto (add.)                     | 4:30 |
| 3.    | 8 Mile (Eminem)                               | - Mathers - Resto | - Eminem - Resto (add.)                     | 5:57 |
| 4.    | Adrenaline Rush (Obie Trice)                  | - Trice - Andy Thelusma | Red Spyda                                   | 3:48 |
| 5.    | Places to Go (50 Cent)                        | - Jackson - Mathers - Resto | Eminem                                      | 4:15 |
| 6.    | Rap Game (D12 featuring 50 Cent)              | - Mathers - Denaun Porter - Von Carlisle - Ondre Moore - Rufus Johnson - DeShaun Holton - Resto | - Eminem - Denaun Porter                    | 5:53 |
| 7.    | 8 Miles and Runnin' (Jay-Z featuring Freeway) | - Shawn Carter - Leslie Pridgen - Mathers - Resto | Eminem                                      | 4:08 |
| 8.    | Spit Shine (Xzibit)                           | - Alvin Joiner - Porter - Resto | Porter                                      | 3:39 |
| 9.    | Time of My Life (Macy Gray)                   | - Macy Gray - Dante Ross - Mike Elizondo | - Ross - John Gamble - Mike Elizondo (co.)  | 4:21 |
| 10.   | U Wanna Be Me (Nas)                           | - Nasir Jones - Carl Thompson | - Chucky Thompson - Nas                     | 3:50 |
| 11.   | Wanksta (50 Cent)                             | - Jackson - John Freeman - Michael Clervoix | - John "J-Praize" Freeman - Sha Money XL    | 3:38 |
| 12.   | Wasting My Time (Boomkat)                     | - Taryn Manning - Kellin Manning | - Kellin Manning - Martin Pradler           | 3:37 |
| 13.   | R.A.K.I.M. (Rakim)                            | - William Griffin - Porter - Lawrence King | Porter                                      | 4:23 |
| 14.   | That's My Nigga fo' Real (Young Zee)          | - Dewayne Battle - Ross | - Ross - Gamble                             | 4:45 |
| 15.   | Battle (Gang Starr)                           | - Christopher Martin - Keith Elam - Jones - Albert Johnson - Shawn Moltke - Marlon Williams - Kejaun Muchita - Kiam Holley - Percy Chapman - Jermaine Baxter - Cory McKay - Samuel Barnes - Jean-Claude Olivier - Shalena Bratcher - Asiah Lewis - Ryan Montgomery - Freddie Byrd | - DJ Premier - Guru (co.)                   | 2:56 |
| 16.   | Rabbit Run (Eminem)                           | - Mathers - Resto | - Eminem - Resto (add.)                     | 3:10 |
| 68:10 |                                               | |                                             |      |

| Disque bonus | Disque bonus                        | Disque bonus                                             | Disque bonus   | Disque bonus | Disque bonus | Disque bonus | Disque bonus | Disque bonus | Disque bonus |
| No           | Titre                               | Auteur                                                   | Producteurs    | Durée        |              |              |              |              |              |
| ------------ | ----------------------------------- | -------------------------------------------------------- | -------------- | ------------ | ------------ | ------------ | ------------ | ------------ | ------------ |
| 1.           | Rap Name (Obie Trice)               | Obie Trice                                               | Eminem         | 5:01         |              |              |              |              |              |
| 2.           | Stimulate (Eminem)                  | Mathers                                                  | Eminem         | 5:03         |              |              |              |              |              |
| 3.           | 'Till I Collapse (remix) (50 Cent)) | - Curtis Jackson - Mathers - Nathaniel Hale - Luis Resto | Eminem         | 1:26         |              |              |              |              |              |
| 4.           | Gangsta (Joe Beast)                 | Joe Smith                                                | Mel-Man        | 3:35         |              |              |              |              |              |
| 5.           | The Weekend (Brooklyn)              | Nicole Louis-Jeune                                       | DJ Khalil      | 3:05         |              |              |              |              |              |
| 6.           | California (Shaunta)                | Shaunta Montgomery                                       | Mahogany Music | 3:27         |              |              |              |              |              |
| 89:47        |                                     |                                                          |                |              |              |              |              |              |              |

## Samples
- Love Me contient un sample de Forever tiré du disque démo de la Roland VP-9000[3]

## CD bonusMore Music From 8 Mile
1. Shook Ones Pt. II (de Mobb Deep)
2. Juicy (de The Notorious B.I.G.)
3. Gotta Get Mine (de MC Breed & Tupac)
4. Feel Me Flow (de Naughty by Nature)
5. Player's Ball (d'OutKast)
6. Get Money (de Junior M.A.F.I.A.)
7. I'll Be There For You/You're All I Need To Get By (de Method Man & Mary J. Blige)
8. Shimmy Shimmy Ya (d'Ol' Dirty Bastard)
9. Bring The Pain (de Method Man)
10. C.R.E.A.M. (du Wu-Tang Clan)
11. Runnin (de The Pharcyde)
12. Survival Of The Fittest (de Mobb Deep)
13. Temptations (de Tupac)
14. Unbelievable (de The Notorious B.I.G.)

## Clips
1. Lose Yourself - Eminem
2. Wanksta - 50 Cent
3. Rap Name - Obie Trice feat. Eminem

## Certifications
| Pays              | Certification | Unités    |
| ----------------- | ------------- | --------- |
| États-Unis (RIAA) | 6 × Platine   | 6 000 000 |
| France (SNEP)     | Or            | 100 000   |